# Soverato
Soverato là một đô thị thuộc tỉnh Catanzaro trong vùng Calabria phía nam Italia. Soverato nằm bên bờ biển Ionia trong vịnh Squillace. 
Các vườn thực vật Giardino Botanico Santicelli được thiết lập trên một bãi rác cũ vào năm 1980. Đô thị này giáp ranh với Montepaone, Petrizzi và Satriano. Soverato cách sân bay Lamezia Terme khoảng 35-40 phút đi ô tô.